# Drapanο (Vοreiοanatοlikes Aktes) - paralia Georgioupοlis - Limni Kourna
Drapanο (Vοreiοanatοlikes Aktes) - paralia Georgioupοlis - Limni Kourna este o arie protejată (arie specială de conservare — SAC, sit de importanță comunitară — SCI) din Grecia întinsă pe o suprafață de 4.949,84 ha, integral pe uscat.

## Localizare
Centrul sitului Drapanο (Vοreiοanatοlikes Aktes) - paralia Georgioupοlis - Limni Kourna este situat la coordonatele 35°20′58″N 24°15′42″E / 35.349469°N 24.261743°E.

## Înființare
Situl Drapanο (Vοreiοanatοlikes Aktes) - paralia Georgioupοlis - Limni Kourna a fost declarat sit de importanță comunitară în august 1996 pentru a proteja 1 specie de plante și 3 specii de animale. Situl a fost protejat și ca arie specială de conservare în martie 2011.

## Biodiversitate
Situată în ecoregiunea mediteraneană, aria protejată conține 24 de habitate naturale: Estuare, Golfuri mici largi și golfuri puțin adânci, Faleze cu vegetație de Limonium spp. endemic de pe coastele mediteraneene, Salicornia și alte specii anuale care populează regiunile mlăștinoase și nisipoase, Dune mobile cu vegetație embrionară, Dune mobile de-a lungul țărmului cu Ammophila arenaria („dune albe”), Dune cu Euphorbia terracina, Dune cu vegetație ierboasă Malcolmietalia, Iazuri temporare mediteraneene, Râuri mediteraneene cu debit permanent și vegetație de Glaucium flavum, Râuri mediteraneene cu debit intermitent, cu specii de Paspalo-Agrostidion, Matorral arborescenți cu Laurus nobilis, Tufișuri de Laurus nobilis, Tufărișuri termo-mediteraneene și de pre-deșert, Sarcopoterium spinosum phryganas, Pseudostepă cu ierburi și specii anuale de Thero-Brachypodietea, Pajiști umede mediteraneene cu ierburi înalte de Molinio-Holoschoenion, Pante stâncoase calcaroase cu vegetație casmofită, Peșteri inaccesibile publicului, Păduri de Platanus orientalis și Liquidambar orientalis (Platanion orientalis), Galerii și tufărișuri riverane sudice (Nerio-Tamaricetea și Securinegion tinctoriae), Păduri de Quercus brachyphylla din zona Mării Egee, Păduri de Olea și Ceratonia, Păduri de Quercus ilex și Quercus rotundifolia.
La baza desemnării sitului se află mai multe specii protejate:
- plante (1): Phoenix theophrasti
- reptile (3): Chelonia mydas, Mauremys rivulata, elaphe situla (Zamenis situla)

Pe lângă speciile protejate, pe teritoriul sitului au mai fost identificate 7 specii de plante, 3 specii de amfibieni, 6 specii de mamifere, 7 specii de reptile.